# Niedersachsen Ports
Die Niedersachsen Ports GmbH & Co. KG (NPorts) mit Sitz in Oldenburg ist der Betreiber der landeseigenen Häfen in Niedersachsen. Zu den Aufgaben der Gesellschaft gehören die Planung und Entwicklung sowie die Unterhaltung der Hafenanlagen und der dazugehörigen Flächen. Darüber hinaus werden die Gewerbe- und Industrieimmobilien in den jeweiligen Häfen vermarktet und hafenaffine Unternehmungen angesiedelt. Weitere Aufgaben sind die Verkehrslenkung und Hafensicherheit sowie das Übernehmen von Hafendienstleistungen für die Schifffahrt und Hafenwirtschaft.

## Beschreibung
Das Unternehmen ist Eigentümer und Betreiber von fünf Seehäfen, sieben Inselversorgungshäfen und drei Regionalhäfen an der deutschen Nordseeküste. Der Sitz der Gesellschaft ist die Stadt Oldenburg. Mit den Niederlassungen in Brake, Cuxhaven mit Außenstelle in Stade, Emden und Wilhelmshaven managt Niedersachsen Ports die Hafeninfrastruktur in den Seehäfen des Landes Niedersachsen. Die Niederlassung in Norden betreibt zudem die Versorgungshäfen für einige Ostfriesische Inseln.
- Emden
- Norden, zuständig für die Inselversorgungshäfen Norddeich, Bensersiel, Norderney, Baltrum, Langeoog, Spiekeroog, Wangerooge
- Wilhelmshaven, verantwortlich auch für den Hafen Hooksiel
- Brake, verantwortlich auch für den Regionalhafen Großensiel
- Cuxhaven, verantwortlich auch für den Seehafen Stade

Die wichtigsten Merkmale der Hafeninfrastruktur des Hafensystems:
| Fläche des Hafensystems                   | 2700 ha          |
| Landfläche                                | 2008 ha          |
| Wasserfläche                              | 650 ha           |
| Länge der Kaimauern (mit Umschlagbrücken) | 26 km            |
| Seeschleusen                              | 5                |
| Gleisnetz                                 | 80 km            |
| Güterumschlag 2020                        | 24,7 Mio. Tonnen |

## Unternehmensstruktur
Das Unternehmen ist im Herbst des Jahres 2004 vom Land Niedersachsen gegründet worden. Persönlich haftende Komplementärin ist die Niedersächsische Hafengesellschaft mbH, Cuxhaven. Zum 1. Januar 2005 wurden die operativen Geschäftstätigkeiten der Häfen- und Schifffahrtsverwaltung des Landes Niedersachsen (Hafenämter Elbe, Ems-Dollart und Jade-Weser sowie des Dezernats Häfen und Schifffahrt der Bezirksregierung Weser-Ems) auf Niedersachsen Ports übertragen.
Eigentümer ist das Land Niedersachsen sowohl als Kommanditist als auch als Alleingesellschafter der Komplementär-GmbH. Organe der Gesellschaft sind der Aufsichtsrat und die Gesellschafterversammlung. Die Gesellschafterversammlung wird durch das Niedersächsische Finanzministerium gestellt.

## Häfen
NPorts betreibt fünf Seehäfen, drei Regionalhäfen und sieben Inselversorgungshäfen. In den verschiedenen Standorten wurden im Jahr 2020 rund 21 Mio. Tonnen Seegüter umgeschlagen.

### Brake
Brake ist ein moderner multifunktionaler Spezialhafen an der Unterweser, etwa 26 Kilometer oberhalb des Mündungstrichters. Die Hafenanlagen erstrecken sich auf einer Länge von 2½ Kilometern parallel zum Strom der Weser bei einem maximalen Tiefgang von 11,9 Meter (geplant 12,8 Meter). Sie unterteilen sich in
- einen südlichen Hafenbereich für Futtermittel und Getreide
- einen nördlichen Hafenbereich für Forstprodukte, Eisen, Stahl, greiferfähige Massengüter, Schwefel und Windenergieanlagen
- einen Binnenhafen für See- und Binnenschiffe, Fischerei- und Sportfahrzeuge. Eine Schleuse mit einer Kammerlänge von 95 Metern verbindet den Binnenhafen mit der Weser.

Dem nördlichen Hafenteil angegliedert ist ein Betrieb zur Verarbeitung pflanzlicher Öle mit einer eigenen Pieranlage. Mit dem Niedersachsenkai ist 2009 ein leistungsfähiges Terminal entstanden, das mit zwei Großschiffsliegeplätzen und kainahen Hafenflächen von über 45 Hektar Raum für weitere Expansion bietet. Im Hafen sind die Firmen L.I.T., J. Müller, Nehlsen, SCR-Sibelco, UTG Tanklogistik und Olenex aktiv.
Hafenanlagen
- Niedersachsenkai: Schwerlastpier mit zwei Brückenkranen (53 und 60 Tonnen Traglast) und zwei Mobilkränen (je 140 Tonnen Traglast) spezialisiert für den Umschlag im Bereich Projektladung, Windkraftanlagen und Stahl sowie deren Logistik
- Agri-Terminal: moderne Silotechnik mit Waggon- und Lkw-Beladeanlagen für den schnellen Umschlag von Getreide und Futtermitteln mit rund 500.000 Tonnen Lagerkapazität. Anlegemöglichkeiten für zwei Großschiffe mit einer Länge bis 270 m und einem Tiefgang bis 11,9 m (geplant 12,8 m)
- Breakbulk-Terminal: großzügig dimensionierte Drehwipp- und Brückenkrane (bis 80 Tonnen Traglast) für schnelleres Be- und Entladen der Schiffe, auch direkt aus Binnen- und Küstenmotorschiffen. Angeschlossenes Break Bulk Logistics Center mit 100.000 Quadratmeter Hallenfläche sowie 60.000 Quadratmeter Freifläche zur Lagerung
- Schwefel-Terminal: Schwefelumschlag- und Verfestigungsanlage mit Kapazitäten für bis zu 900.000 Tonnen Schwefel jährlich, flüssig oder zuvor vor Ort zu Festschwefel verarbeitet
- Olenex-Pier: Umschlag und Verarbeitung von rund 500.000 Tonnen tropischer Öle für die Lebensmittelindustrie

Hinterlandanbindung
Der Seehafen kann von Binnenschiffen über die Weser angelaufen werden. Auf dem Straßennetz ist der Hafen über die B 211, B 212, B 437 und die nahe gelegene Autobahnen A 27, A 28, A 29 zu erreichen. Das 32,8 Kilometer lange hafeneigene Schienennetz ist an die Bahnstrecke Hude–Blexen angeschlossen.

### Cuxhaven
Die Lage an der Elbmündung und die Nähe zum Nord-Ostsee-Kanal macht Cuxhaven zum idealen Ausgangspunkt für Seeverkehre nach Großbritannien, Skandinavien und zu Häfen an der Ostsee. Die Offshore-Windparks in der Deutschen Bucht sind bestens erreichbar. Gute Fahrwasserverhältnisse erlauben auch größten Seeschiffen das Anlaufen des Hafens. Der Hafen ist unterteilt in
- eine Offshore-Basis mit derzeit sechs Liegeplätzen für Schiffe bis 290 Meter Länge
- den CuxPort Terminal (Europakai und Humberkai) mit drei Liegeplätzen für Panamax-Schiffe bis zu 350 Metern Länge
- den Fährhafen mit über 300 Meter Pier als Ausgangspunkt für den Seebäderverkehr zur Insel Helgoland
- den inneren Hafen mit Amerikahafen, Neuer und Alter Fischereihafen, Ritzebütteler Schleusenpriel und Vorhafen

Hafenanlagen
- Offshore Terminals mit Portalkran (bis zu 500 Tonnen Traglast), eine 1.600 Quadratmeter große Schwerlastplattform für extreme Belastungen (90 Tonnen/Quadratmeter) und terminalverbindende Schwerlaststraße
- Cuxport Multipurpose Terminal mit zwei RoRo-Rampen (zweispurig mit 250/350 Tonnen belastbar), ein Hafenmobilkran (bis 100 Tonnen Traglast) sowie eine Panamax-Brücke (bis 68 Tonnen Traglast)
- Mehrzweckanlage Steubenhöft und Seebäderbrücke für große Seeschiffe mit einer 300 Meter langen Strompier
- Umschlag- und Ausrüstungskais für Stückgut- und kleinere Massengutschiffe im Amerikahafen
- im Neuen Fischereihafen Umschlag- und Ausrüstungskais für Trawler und Logger, Tiefkühlhäuser, Fischauktions- und Verarbeitungshallen, Eisfabrikation usw.

Hinterlandanbindung
Der Seehafen ist über die Elbe an das mitteleuropäische Binnenwasserstraßennetz angeschlossen. Die Bundesautobahn 27 und die Bundesstraße 73 enden in Cuxhaven. Für Transporte per Eisenbahn verfügt ein Teil der Kaianlagen über Gleisanschlüsse und eine Verbindung Richtung Maschen Rangierbahnhof.

### Emden
Emden ist ein leistungsstarker Universalhafen, der drittgrößte Nordseehafen und gleichzeitig der westlichste Seehafen Deutschlands. Er liegt am Nordufer der Ems etwa 38 Seemeilen südöstlich der Emsmündung an der Nordsee. Schiffe bis zu einem Tiefgang von 8,5 Meter (künftig 9,5 Meter) können den Hafen jederzeit erreichen; tideabhängig beträgt der maximale Zugangstiefgang 10,7 Meter (künftig 11,7 Meter).
Der Hafen besteht aus zwei Hafenteilen
- dem tideoffenen Außenhafen mit Emspier und Emskai
- dem tidefreien Binnenhafen, bestehend aus Industriehafen und Neuem Binnenhafen

Die Zufahrt zum Binnenhafen ist über zwei Schleusen möglich. Die rund um die Uhr betriebene Große Seeschleuse verfügt derzeit über eine Kammer mit 260 Metern Länge und 40 Metern Breite sowie einer Drempeltiefe von NHN –11,76 Metern. Die kleinere Nesserlander Schleuse mit einer Länge von 170 Metern, einer Breite von 18 Metern und einer Drempeltiefe von NHN –7,00 Metern dient vornehmlich der Binnen- und Sportschifffahrt.
Hafenanlagen
- neun RoRo-Liegeplätze sowie eine leistungsstarke mobile RoRo-Rampe
- Kaianlagen und Terminals mit Umschlageinrichtungen für feste Güter aller Art
- Umschlag- und Lagerinfrastruktur für Güter in Flüssig- und Soleform im Bereich des Ölhafens
- Einrichtungen für Lagerung und Veredelung von Rohstoffen für die Papiererzeugung
- Kaianlagen für den Umschlag von On- und Offshore-Windenergieanlagen sowie Offshore-Versorgung
- Einrichtungen für Lagerung und Veredelung von Rohstoffen für die Papiererzeugung
- moderne Kaianlagen und Terminals mit leistungsstarken Umschlageinrichtungen für feste Güter aller Art
- Kaianlagen für den Umschlag von On- und Offshore-Windenergieanlagen sowie Offshore-Versorgung
- sichere Bereiche für den Umschlag von Gefahr- und Militärgütern

Hinterlandanbindung
Die Hafenbahn Emden verfügt über ein 22,5 km langes Schienennetz mit mehr als 53 Weichen. Die Güterbahnhöfe „Emden“ und „Emden Außenhafen“ sind direkt an das Schienennetz der Eisenbahn angeschlossen. Über die Autobahn-Anschlussstellen Emden-West und Emden-Ost der A 31 wird das deutsche und niederländische Fernstraßennetz erreicht. Zudem verbinden die Ems und der Dortmund-Ems-Kanal den Hafen nach Süden mit dem bundesdeutschen Wasserstraßennetz. Nach Westen eröffnet der Emskanal den Zugang zum niederländischen Kanalnetz und zum Niederrhein.

### Fährverkehr und Inselversorgung Norden
In der Niederlassung Norden koordiniert Niedersachsen Ports die Bewirtschaftung von sieben ostfriesischen Insel- und Küstenhäfen. Über die Inselversorgungshäfen Norddeich und Bensersiel sowie die Inselhäfen Norderney, Baltrum, Langeoog, Spiekeroog und Wangerooge werden fünf ostfriesische Inseln mit dem Festland verbunden. Mit durchschnittlich einer Million Tonnen Umschlag, sieben Millionen Personenbeförderungen und über 30.000 Schiffsbewegungen pro Jahr stellen die Häfen einen wesentlichen Wirtschaftsfaktor in der Region Ostfriesland dar.
Inselversorgungshäfen
- Norddeich
- Bensersiel
- Norderney
- Baltrum
- Langeoog
- Spiekeroog
- Wangerooge

### Wilhelmshaven
Wilhelmshaven ist der einzige Tiefwasserhafen in Deutschland und liegt zwischen Ems und Weser auf der Westseite der Innenjade. Die gute seewärtige Zufahrt mit kurzer Revierfahrt und großen Wassertiefen ermöglicht die Abfertigung von Schiffen mit Tiefgängen bis zu 20 Metern.
Neben den im Tiefwasser gelegenen Bereichen im Außenhafen verfügt Wilhelmshaven über einen großen tidefreien Hafenbereich. Der Innere Hafen ist durch eine der weltweit größten Schleusen mit zwei redundanten Kammern 24 Stunden am Tag zu erreichen. Die Schleusenkammern, mit einer Länge von je 390 Metern, einer Breite von 60 Metern und einem möglichen Tiefgang von 11,5 Metern, ermöglichen die Zufahrt großer Seeschiffe sowie sämtlicher Schiffsgrößen für die Offshore-Windenergie.
Hafenanlagen
Folgende Hafenanlagen im Äußeren Hafen (Tiefwasserbereich) werden von Niedersachsen Ports betrieben:
- Umschlaganlage Voslapper Groden (Vynova-Brücke) mit zwei Liegeplätzen für den Umschlag chemischer Güter und einer Tankkapazität von 42.000 Kubikmetern; öffentlicher Anleger für Schiffe bis zu 60.000 tdw
- Umschlaganlage Rüstersieler Groden (Niedersachsenbrücke) mit drei Liegeplätzen für den Kohle- und Spezialumschlag (davon ein Liegeplatz für Capesize-Schiffe) und einer Umschlagkapazität von acht bis zehn Millionen Tonnen pro Jahr
- Alter Vorhafen / Flut- und Pontonhafen mit Liegeplätzen für Kleinfahrzeuge, Passagier- und Versorgungsschifffahrt, Behördenfahrzeuge, Lotsenversetzer usw.
- Offshore-Service-Hafen Hooksiel: Liegeplätze für Service-Schiffe von Offshore-Windparks

Hafenanlagen im Inneren Hafen (tidefreier Bereich):
- Braunschweigkai mit einer RoRo-Rampe (35,5 Meter Breite) und bis zu drei Liegeplätzen, Krane auf Anfrage
- Lüneburgkai mit einer RoRo-Rampe (30 Meter), ein Drehwippkran 15/18 Tonnen, Flurfördergeräten, Schaufelradlader und Hallenflächen, Schwerlastpier für den Umschlag von Projekt- und Offshoreladung mit angrenzendem Montagehafen
- Hannoverkai mit 4.000 Quadratmeter befestigter Kaifläche und etwa 20.000 Quadratmeter Fläche für Projektladungen, inklusive Endmontage und Verladung größerer Bauprojekte für den Seeverkehr (Krananlagen, Rohre und Offshore-Anlagen)
- Oldenburgkai, Osnabrücker und Hildesheimer Ufer mit Anlagen, Hallen und Flächen für maritime Dienstleistungen und Werftbetriebe (mit Schwimmdock), Lagerhallen für Kleinkunden
- Ausrüstungshäfen mit Kai- und Lagerflächen für Break Bulk, Massengüter und Projektladung

Der Containerterminal im JadeWeserPort wird von Eurogate als Eurogate Container Terminal Wilhelmshaven (CTW) betrieben.
Hinterlandanbindung
Das Gleissystem der Hafenbahn ist an die Bahnstrecke Oldenburg–Wilhelmshaven angebunden und die Bundesautobahn 29 endet direkt im Hafen.

## Flotte
Für Unterhaltungs- und Baumaßnahmen an den Hafenanlagen werden die in der folgenden Tabelle aufgeführten Arbeitsschiffe eingesetzt:
| Name        | Baujahr    | Einsatzspektrum       | Heimathafen   | Bild |
| ----------- | ---------- | --------------------- | ------------- | ---- |
| Argus       | 1986       | Vermessungsschiff     | Wilhelmshaven |      |
| Delphin     | 1992       | Vermessungsschiff     | Emden         |      |
| NP 1        | 2007       | Arbeitsschiff         | Emden         |      |
| Osterhöft   | Umbau 1997 | Vermessungsschiff     | Cuxhaven      |      |
| Seebär      | 1976       | Schwimmramme          | Norddeich     |      |
| Seefalke    | 1987       | Peilschiff            | Norddeich     |      |
| Seeigel     | 1986       | Vermessungsschiff     | Bensersiel    |      |
| Seekrabbe   | 1993       | Hopperbagger          | Norddeich     |      |
| Seelöwe     | 2003       | Wasserbaufahrzeug     | Norden        |      |
| Sinus       | 1991       | Peilboot              | Brake         |      |
| Steubenhöft | 2009       | Wasserinjektionsgerät | Cuxhaven      |      |